# Горан Рађеновић
Горан Рађеновић (Ниш, 4. новембар 1966) је бивши југословенски и српски ватерполиста, a сада ватерполо тренер.
Током играчке каријере играо је за ВК Партизан из Београда, ВК Рома из Рима и ВК Будва из Будве, са којима је освојио бројне националне и међународне трофеје.
Највеће успехе остварио је као ватерполо репрезентативац СФРЈ, за који је наступао 265 пута и освојио титуле олимпијског, светског и европског шампиона.

## Играчка каријера

### ВК Партизан
Почео је да тренира ватерполо са 8 година (1974. године) у Ватерполо Клубу Партизан из Београда. У Партизану је играо 18 година и прошао комплетну ватерполо школу од пионира до јуниора. У тим категоријама освајао је велики број првенстава и купова Југославије.
За први тим Партизана заиграо је 1982. године, са 16 година старости и играо до 1992. године.
Трофеји са ВК Партизан:
- Првенство Југославије (3) : 1983/84, 1986/87. и 1987/88;
- Куп Југославије (7) : 1981/82, 1984/85, 1986/87, 1987/88, 1989/90, 1990/91. и 1991/92;
- Куп Купова Европе (1) : 1989/90;
- Супер Куп Европе (1) : 1990/91.
- Медитерански куп (1) : 1989.

### ВК Рома
Рађеновић је 1992. Године прешао у ВК Рома из Рима и за тај клуб играо 4 сезоне.
Трофеји са ВК Рома:
- Три друга места у Првенству Италије,
- Куп Купова Европе (1) : 1995/96.
- ЛЕН Куп Европе (1) : 1993/94.

### ВК Будва
Последњу сезону у играчкој каријери одиграо је за ВК Будва, у сезони 1996/97. али пре тога је већ наступао за будвански клуб током 1994. године и заједно са својим бившим саиграчима из Партизана Александром Шоштаром и Игором Милановићем освојио титулу првака тадашње СР Југославије.
- Првенство СР Југославије (1) : 1994.

## Национални тим
Прошао је све селекције ватерполо репрезентације СФР Југославије, са којима је освајао бројне медаље на светским и европским такмичењима. За А селекцију националног тима СФРЈ дебитује 1984. године и у наредних 10 година бележи 265 наступа у званичним утакмицама. Био је ово најплодоноснији период за југословенски ватерполо спорт, када су освојене две узастопне златне медаље на Олимпијским играма и Светским првенствима, као и прво злато на Европским шампионатима. Рађеновић је учествовао у освајању олимпијског злата 1988. године у Сеулу, Светског 1991. у Перту и Европског 1991. године у Атини.

## Тренерска каријера

### ВК Будва
По завршетку играчке каријере у ВК Будва 1997. године, у истом клубу преузима улогу тренера првог тима. У сезони 1997/98 осваја друго место у првенству и купу СР Југославије, а у Купу Купова Европе долази до полуфинала.

### ВК Бечеј
Следеће две сезоне водио је први тим ВК Бечеј из Бечеја, са којим осваја два првенства и купа СР Југославије и једном долази до финала Купа Шампиона Европе.

### ВК Анцио
У сезони 2000/01 преузима италијански клуб Анзио и првој сезони осваја прво место у А2 лиги. Нареде сезоне уводи клуб у плеј-оф А1 првенства Италије.

### ВК Камољи
Од 2002. до 2006. године водио је први тим ВК Камољи из истоименог италијанског града и био шеф свих млађих категорија клуба. У те четири сезоне остваривао је пласмане од 5. до 8. места у првенствима Италије, као и један пласман у полуфинале Купа Лен. Истовремено млађе категорије клуба освајају низ првих меса у првенствима млађих категорија.

### ВК Нерви
Од 2006. до 2008. године радио је као први тренер ВК Нерви из Ђенове. У две сезоне са овим клубом остварује пласмане на 6. и 8. место у А1 првенству Италије.

### ВК Про Реко
Од 2008. до 2014. године обављао је посао шефа млађих категорија једног од највећих европских клубова, ВК Про-Реко из Река и координатора (супервизора) многих ватерполо клубова у регији Лигурија. Са овим клубом постиже бројне успехе у шампионатима млађих категорија Италије.